# وكالة تونس إفريقيا للأنباء
وكالة تونس إفريقيا للأنباء (وات) (بالإنجليزية: Tunis Afrique Presse)‏ هي وكالة أنباء تونسية تأسست في1يناير1961، وتعد المصدرالرئيسي للأنباء والأخبار الوطنية نظرًا لعدم وجود منافسين لها.

## الأقسام والعاملين
تضم الوكالة 238 موظف من بينهم 127 صحفيًا و8 مصورين أما البقية فيتوزعون بين المصالح الفنية والاعلامية (19) والمصالح الادارية (32) و الخدمات المختلفة (42). ومجموعة من المراسلين تغطي كامل الجمهورية، ولدى الوكالة 15 مكتبًا في مختلف المناطق، تقدم الوكالة الأخبارعلى مدار الساعة وكامل أيام الاسبوع وتشمل المستجدات الوطنية على مختلف الأصعدة، وتقدم الوكالة أخبارها بثلاث لغات: العربية، الفرنسية والإنجليزية.
تستغل الوكالة المعلومات المقدمة من الوكالات العالمية للأنباء لتغطية المستجدات العالمية، وبصفة حصرية من: وكالة فرانس برس، رويترز وأسوشيتد برس وأيضا المقدمة من حوالي 40 وكالة وطنية أخرى خاصة وكالة المغرب العربية للأنباء ورابطة وكالات أنباء البحرالأبيض المتوسط.
تنتج الوكالة ما معدله 250 خبركل يوم، ولدى الوكالة أيضًا قسم للتصويرالفوتوغرافي، ينتج حوالي 20 صورة يوميًا، وأرشيف يضم حوالي 1.5 مليون صورة يعود تاريخها إلى الثلاثينيات. تحتوي أيضًا خدمة للتوثيق هدفها تكوين قاعدة بيانات لصالح الصحفيين ومختلف المؤسسات الوطنية.

### أقسام التحرير
تضم الوكالة تسعة أقسام للتحرير، وهي:
1. القسم السياسي.
2. القسم الاقتصادي.
3. القسم الاجتماعي.
4. القسم الثقافي.
5. القسم الرياضي.
6. القسم الجهوي.
7. القسم العالمي.
8. قسم التصوير
9. قسم التحرير باللغة الإنجليزية.

## المدراء
- هادي عنابي، شغل منصب المديرالعام للوكالة 1979-1981.[4]
- تم تعيين نجيب الورقي رئيسًا للوكالة في 12 مايو 2010 ليحل محل محمد الميساوي في المنصب.
- محمد الطيب اليوسفي 2012.[5]
- حميدة البور2015.[6]
- لطفي العرفاوي2017.[7]
- رشيد خشانة 2018.[8]
- منى مطيبع 2020.[9]

## المالية
تأسست الوكالة كشركة عامة محدودة، تمتلك الدولة غالبية رأس مالها، وتأتي مواردها بشكل أساسي من مخصصات متوازنة توفرها الموازنة العامة تصل إلى 90٪، ويتكون الباقي من الاشتراكات ومنتجات خدمات الصور.

## وصلات خارجية
- موقع وكالة تونس إفريقيا للأنباء